# Nicholas Henshall (Historiker)
Nicholas Henshall (* 3. Oktober 1944 in Stockport; † 16. September 2015) war ein Historiker und Gymnasiallehrer aus dem Vereinigten Königreich, der in den 1990er Jahren Impulsgeber der geschichtswissenschaftlichen Debatte über den Absolutismus war.

## Leben und Wirken
Henshall war bis zu seiner Pensionierung Lehrer an der Stockport Grammar School und leitete dort die Geschichtsabteilung. Er lehrte auch an der University of Manchester. Zudem war er Herausgeber der populärwissenschaftlichen Zeitschrift History Today und publizierte darin.
Mit seinem Buch The Myth of Absolutism stieß Henshall 1992 eine Debatte über den geschichtswissenschaftlichen Begriff des Absolutismus an, den er als „eindrucksvolle Ausflucht für schlampiges Denken“ frontal angriff. Mit der „Polemik der Legendenkiller“ richtete er an den Begriff den Appell: „Bitte verlassen Sie die Bühne.“ Die folgende Debatte führte zur Diskreditierung des Begriffs in Teilen der Forschung; so bezeichnete Wolfgang Reinhard ihn als „in nicht rekonstruktionsfähiger Weise dekonstruiert“, „so daß man auf den Begriff verzichten sollte.“

## Werke
- The Myth of Absolutism. Change and Continuity in Early Modern European Monarchy. Longman, London 1992, ISBN 0-582-05618-7 (2. Auflage 1993, 3. Auflage 1996).
- Early Modern Absolutism 1550–1700. Political Reality or Propaganda? In: Ronald G. Asch, Heinz Duchhardt (Hrsg.): Der Absolutismus – ein Mythos? Strukturwandel monarchischer Herrschaft in West- und Mitteleuropa (ca. 1550–1700). Böhlau, Köln 1996, ISBN 3-412-06096-8, S. 25–53 (PDF).
- The Zenith of European Monarchy and its Elites. The Politics of Culture, 1650–1750 (= European History in Perspective). Palgrave Macmillan, Basingstoke u. a. 2010, ISBN 0-333-61390-2.
- The Age of the Elites. In: History Today. Bd. 63, 2013, Nr. 11.

## Belege
1. ↑  Alice McKeegan: Cancer Patient Given a New Lease of Life by New Drug. In: ManchesterEveningNews.co.uk, 25. Februar 2011; Maili Lavin: Nicholas Henshall Writing for History Today. In: Stockportgrammar.co.uk, 3. Februar 2014.
2. ↑  Nicholas Henshall. About the Author. In: History Today; Maili Lavin: Nicholas Henshall Writing for History Today. In: Stockportgrammar.co.uk, 3. Februar 2014.
3. ↑  Vom Nutzen und Nachteil eines Mythos. In: Lothar Schilling (Hrsg.): Absolutismus, ein unersetzliches Forschungskonzept? Eine deutsch-französische Bilanz. = L’absolutisme, un concept irremplaçable? (= Pariser Historische Studien. Band 79). Oldenbourg, München 2008, ISBN 978-3-486-58095-2, S. 13–31, doi:10.1524/9783486841329 (deutsch, französisch).
4. ↑  Im Original: „impressive excuse for sloppy thinking“; Nicholas Henshall: Early Modern Absolutism 1550–1700. Political Reality or Propaganda? In: Ronald G. Asch, Heinz Duchhardt (Hrsg.): Der Absolutismus – ein Mythos? Strukturwandel monarchischer Herrschaft in West- und Mitteleuropa (ca. 1550–1700). Böhlau, Köln 1996, ISBN 3-412-06096-8, S. 25–53, hier S. 53 (PDF).
5. ↑  Jaana Eichhorn: Geschichtswissenschaft zwischen Tradition und Innovation. Diskurse, Institutionen und Machtstrukturen der bundesdeutschen Frühneuzeitforschung. V&R Unipress, Göttingen 2006, ISBN 3-89971-294-3, Kapitel 4.2: „Totgesagte leben länger: ,Absolutismus‘ als Epoche und Herrschaftsform“, S. 199–212, hier S. 212.
6. ↑  Im Original: „Kindly leave the stage“; Nicholas Henshall: The Myth of Absolutism. Change and Continuity in Early Modern European Monarchy. Longman, London 1992, ISBN 0-582-05618-7, S. 212.
7. ↑  Wolfgang Reinhard: Geschichte der Staatsgewalt. Eine vergleichende Verfassungsgeschichte. 3., durchgesehene Auflage. Beck, München 2002, ISBN 3-406-47442-X, S. 51. Das ist allerdings nicht unumstritten. Zur Debatte insgesamt u. a. Jaana Eichhorn: Geschichtswissenschaft zwischen Tradition und Innovation. Diskurse, Institutionen und Machtstrukturen der bundesdeutschen Frühneuzeitforschung. V&R Unipress, Göttingen 2006, ISBN 3-89971-294-3, Kapitel 4.2: „Totgesagte leben länger: ,Absolutismus‘ als Epoche und Herrschaftsform“, S. 199–213 (Vorschau).

| Personendaten    | Personendaten         |
| ---------------- | --------------------- |
| NAME             | Henshall, Nicholas    |
| KURZBESCHREIBUNG | britischer Historiker |
| GEBURTSDATUM     | 3. Oktober 1944       |
| GEBURTSORT       | Stockport             |
| STERBEDATUM      | 16. September 2015    |